# Кејкавус II
Кејкавус II или Кај-Кавус II (ст. тур. كَیکاوس, тур. II. Keykâvus, грч. Καϊκαούσης Β΄) или пуним именом Изедин Кејкавус ибн Кејхусрев (ст. тур. عز الدٖين كيكاوس بن كيخسرو, тур. İzzeddin Keykâvus bin Keyhüsrev; 1235 — Крим, 1279), био је селџучки румски султан (1246—1262). Током његове владавине Румски султанат је био под врховном влашћу Монголског царства, а после Илканата, монголског каната са центром у Персији, и подељен на три дела, између Кејкавуса и његове полубраће Кејкубада II и Килиџа Арслана IV. Султан је током целе владавине био оријентисан на Никејско царство, а касније на обновљену Византију, у коју се и склонио по паду с власти. Пошто је изгубио византијску подршку, ступио у службу Златне хорде, добивши поседе на Криму, где је и завршио свој авантуристички живот.

## Порекло и ступање на престо
Кејкавус се родио 1235. године као најстарији син Кејхусрева, управитеља Ерзинџана, најстаријег сина тадашњег румског султана Кејкубада I и будућег султана; и Продулије, кћерке грчког свештеника. Пошто је Кејхусрев умро, 1246. године, анадолијски емири су, супротно вољи преминулог султана који је желео да га наследи најмлађи син Кејкубад, изабрали Кејкавуса за новог султана. Румски султанат је у том тренутку био тешко опустошен после монголске инвазије, признавао њихову врховну власт и почео је да се распада на више феудалних јединица. Отпор присталица Кејкубада, који је био оштећен, и присталица другог Кејхусревовог сина Килиџа Арслана, који су покушавали да извуку корист из новонастале ситуације, натерале су Кејкавуса да оде лично великом кану Монголског царства да добије потврду свог новог положаја. Кејкавус је тако у монголској престоници Каракоруму присуствовао избору великог кана Гујука.
Међутим, ускоро су дошли и други селџучки прваци на поклоњење новом великом кану упућени од Бату-кана, чиме је оснивач Златне хорде хтео да покаже своју покорност Гујуку, а Кејкавусу донео велике проблеме. Године 1249. уз Кејкавуса су постављена још два румска султана, Кејкубад и Килиџ Арслан. Циљ оваквог поступка био је лакша контрола расцепкане земље. Ситуацију у султанату су још више отежавало то што су великодостојници Монголског царства подржавали различите султане и тако чинили да један султан не може да превлада. Тако је постојао сукоб између Батуа и Бајџу Нојана, монголског заповедника у источној Анадолији и Персији, у чију сферу утицаја су улазиле Грузија, Јерменија и Трапезунтско царство.

## Тријархија
Пошто су сва браћа била малолетна, стварну власт у Румском султанату су имали везири. Прво Шамс ал-Дин Исфахани, кога су 1249. године због подршке Кејкавусу убиле присталице Килиџ Арслана, а после њега Џалал ал-Дин Каратај до своје смрти 1254. године. У то време је султанат све више потпадао под врховну власт Бату-кана, који је 1251. године и званично постао други човек у царству и фактички господар западне половине Монголског царства. На западним границама Румског султаната, Никејско царство је све више утврђивало границу. Ширење на тој страни, јединој која није била под монголском влашћу, било је слабо могуће. Са друге стране, бежећи пред Монголима, многобројна турска племена долазила су у потрази за пленом и новим земљиштем у Малу Азију, нарочито на западне границе Рума, над којима се све више губила контрола.
Сам султанат је са Никејом ступио у развијање трговинских односа. Злато, сребро и скупоцени штофови у великим количинама је извожени у Никеју, из које је султанат, тешко настрадао од монголске инвазије, набављао намирнице и плаћао високе цене у новцу и у роби. Мeђутим, после смрти никејског цара Јована III Дуке Ватца 1254. године и доласка на власт Теодора II Ласкариса, умало није дошло до рата са Никејом. Командант латинских плаћеника у Никеји Михаило Палеолог био је оптужен за велеиздају и побегао је у Конију. Кејкавус му је радо пружио уточиште да би искористио његове претензије на никејски престо, али је ускоро дошло до нових заплета са Монголима, који су осујетили султанове намере.
Године 1254. од Кејкавуса је тражено да лично оде на поклоњење новом великом кану Монгкеу. Браћа су се састала у Кајсерију и одлучила да пошаљу најмлађег, Кејкубада. Како је Кејкубадов полазак био одложен, Монголи су то доживљавали као нелојалност. Кејкубад је на крају 1256. године пошао у Монголију и на путу умро. Кејкавус је искористио братовљеву смрт да потисне Килиџа Арслана и да постане једини султан. Бајџу Нојан је, сматрајући да је овим равнотежа снага нарушена на монголску штету, исте 1256. године продро у Анадолију, а султан је био приморан да побегне у Никеју, под заштиту Теодора II. У Никеју је ускоро стигло монголско посланство уз величанствен дочек, који је требало да одврати Монголе од напада на царство.

## Дијархија
Преговори су били успешни и Кејкавус се ускоро вратио назад, а са Килиџ Арсланом је склопио споразум о подели породичних домена, уз пристанак илкана Хулагуа, свог новог сизерена, и уз наклоност његове супруге Докуз-катун. Кејкавус је, на овај начин, под својом управом задржао земље западно од реке Халис, али овај компромис није донео трајније решење и сукоби са братом наставили су да тињају још увек. Када су Монголи освојили Багдад и наставили напредовање према Дамаску 1258./1259. године, Кејкавус је лојално послао један одред да се прикључи њиховој војсци.
За то време су Турци наставили да у све већем броју долазе у западне делове Румског султаната, почињући да продиру и на територију Никеје. Обнова Византије 1261. године знатно је ослабила њену способност да брани Мали Азију. Повратак престонице у Константинопољ и бројни нови проблеми у спољној политици Византије су захтевали већу концентрацију снага на Балкану, тако да није постојало довољно средстава за одбрану Мале Азије. Никејски систем пограничне одбране све је више пропадао и царство је било готово незаштићено с истока. Дешавало се и да су византијски граничари, не добивши плате, напуштали своје положаје. Георгије Пахимер, византијски историчар и савременик догађаја, говори:
На тај начин источне покрајине су слабиле, док су Персијанци постајали све дрскији и упадали у земље које су остале без икакве одбране.
Временом су упади Турака били све замашнији, док на византијској страни отпора готово да није ни било.
Са своје стране, султан је настављљао да одржава пријатељске односе са Никејом, а касније са обновљеном Византијом. 5.000 селџучких најамника је учествовало као помоћна војска у византијском нападу на Пелопонез 1262. године, предвођеним севастократором Константином Палеологом. Очигледно незадовољан својом позицијом, Кејкавус је ступио у контакт са Мамелуцима у Египту, можда већ после монголског пораза у бици с њима код Ајн Џалута 1260. године, и укључио се у њихове преговоре са Златном хордом, непријатељем Илканата. Оваква султанова политика имала је за последицу његово смењивање Килиџом Арсланом 1262. године. Збачени Кејкавус побегао је у Византију.

## Избеглиштво у Византији
Одбегли султан је испрва био добро примљен, али је потом интерниран. Византијски писци га оптужују да је намеравао да изврши државни удар, али највероватнније је у питању само званична пропаганда, која је служила као морално оправдање овог чина. Прави разлог је највероватније био то што је византијски цар Михаило VIII Палеолог, некадашњи изгнаник у Конији, ступивши у блиске односе са Хулагуом, одлучио да одстрани селџучког претендента и противника монголске власти из политичког живота.
Према извештају Георгија Пахимера, Кејкавус је упркос ограниченој слободи кретања успео да тајно ступи у везу са једним својим рођаком, који је живео на северним обалама Црног мора. Затражио је од њега да се повеже са бугарским царем Константином Тихом и Златном хордом, па да му тако испослује ослобађање. Карим ал-Дин Махмуд ал-Аксараји, турски аутор из XIV века, пише да се Кејкавус обратио за помоћ својој тетки која је била једна од супруга Беркеа, кана Златне хорде, док је према трећој верзији која потиче од Нићифора Григоре, он потражио помоћ директно од Константина Тиха. У сваком случају, извори су сагласни у томе да су Кејкавусове намере биле да у своје планове укључи Бугарско царство и Златну хорду. И Берке, чији су контакти са мамелучким двором били осујећени због политике двора у Константинопољу, и Константин Тих су имали добре разлоге за непријатељско држање према Византији. Константина Тиха је на то подстицала његова супруга Ирина, кћерка Теодора II Ласкариса, која је мрзела Михаила VIII, као узурпатора очевог престола. Осим личних, затегнути односи су постојали и на државном нивоу. Византија је пружила подршку Константиновом супарнику Мицу и преузела око 1263. године бугарске градове Анхијал и Месембрију, а сукоби су постојали и око градова у Македонији.
Удружени напад на византијску територију одиграо се у зиму 1264./1265. године. Извори дају различита обавештења и у погледу карактера ангажовања Златне хорде. Према Нићифору Григори, бугарски владар је био тај који је позвао у помоћ више од двадесет хиљада прекодунавских Скита (грч. πλείους ἤ δισμυρίους τῶν Παριστρίον Σκυθῶν), док Георгије Пахимер представља њихово учешће у походу као заслугу Кејкавусовог рођака. Уз то, он напомиње да је овај народ био самосталан (грч. αὐτόνομον). Мађарски историчар Иштван Васари говори да је Константин Тих ради Кејкавусовог ослобађања регрутовао аутономне татарске групације са доњег Дунава, привучене жељом за пленом. У том случају, они су свакако били под контролом кана Беркеа у Сарају. То јасно и показују извештаји оријенталних писаца о овим збивањима. Све у свему, на челу похода формално је стајао бугарски цар. Међутим, он је деловао као татарски вазал и у саставу његове војске истакнуто место имао је одред који му је послао Берке, а на чијем челу се налазио емир Кутлуг Мелик.
Напад Кутлуг Мелика био је олакшан тиме што се Дунав услед велике хладноће заледио. У том тренутку Михаило VIII се враћао из Тесалије. У његовој пратњи се налазио Кејкавус, као и државна благајна. Изненађена и суочена са надмоћним непријатељем, византијска војска се разбежала док се цар, гоњен од стране противника, сплетом срећних околности спасао на ђеновљанским галијама. Док је цар Михаило на њима допловио до Константинопоља, његова пратња се, заједно са Кејкавусом, затворила у приморски град Енос. Бугарско-татарска војска опсела је ову тврђаву, али до борби није дошло јер су уплашени браниоци убрзо пристали да предају бившег султана. Задовољан постигнутим исходом, Константин Тих је склопио примирје и удружени одреди су одступили, уз страховито пустошење Тракије, где се по речима Григоре нигде није видео ни во ни ратар. Последица овог похода било је Михаилово велико попуштање и заокрет у политици, при чему је дозвољавао контакте Мамелука и Златне хорде, којој је од сада, као и Илканату, настојао да се приближи.

## Остатак живота на Криму
По свом ослобађању, Kejкавус се оженио Беркеовом кћерком Урбај-катун и добио у посед кримске градове Солхат и Солдају. Ту је бивши султан био подређен тумен-нојону Тук-Буки, господару Крима, а по доласку на власт новог кана Златне хорде Монгке-Тимура и Уран-Темуру, господару Кафе. И поред своје хијерархијски ниже позиције од кримских господара, Кејкавус и њих двојица били су директно потчињени кану у Сарају. Збачени султан наставио је да ужива знатну популарност међу високим чиновницима Румског султаната, који су били кажњавани ако би ступили у контакт с њим. Побуњени Караманиди под Мехмедом I, који су озбиљно уздрмали Румски султанат у другој половини 1270-их, настојали су да склопе савез са бившим султаном. Кејкавус није успео да се лично умеша у питања Анадолије. Ала ад-Дин Сијавуш, претендент кога су побуњеници истакли, тврдио је да је његов син, али то не може да се тврди са сигурношћу. Кејкавус је остатак живота провео на својим поседима на Криму, умро је 1279. године.

## Породица и потомство
Кејкавус II је, сходно својој муслиманској вери, имао више жена, али њихова имена генерално нису позната. Само једна супруга је побегла с њим у Византију. Постоје наводи да је она била кћерка никејског цара Јована III Дуке Ватца, вероватно незаконита, по имену Ана. Када је напустио Византију, део његове породице је тамо остао и примио хришћанску веру. Међу онима који су остали била је и поменута Византинка. Бивши султан је по доласку у Златну хорду оженио Урбај-катун, кћерку Берке-кана. Имао је бројно потомство, од кога су познати:
- Гијас ад-Дин Месуд II (1262—1308), најстарији син и последњи румски султан;[26]
- Рукнедин Кајумарт (1262—после 1293), каснији претендент и противник Месуда II;
- Мелик (Мелекиљ) (1264—око 1310), који је крштен као Константин, остао у Византији и био предводник плаћеника Туркопула, савезника Каталонске компаније, које је српски краљ Милутин једно време био узео у службу;[26][30]
- кћер непознатог имена (рођ. 1264), заробљена после очевог бекства;
- Сабас (Сава) Султан (1265—око 1320), монах у служби константинопољског патријарха;
- Ала ад-Дин Сијавуш (после 1265—1277), рођен на Криму, претендент на престо у Руму током 1277. године;[е]
- Фарамарз (после 1265—?), рођен на Криму, отац каснијег румског султана Кејкубада III, највећег ривала Месуда II;
- Рукнедин Килиџ Арслан (после 1265—?), рођен на Криму.

За време владавине османског султана Мехмеда I (1413—1421) избио је устанак Турака на Балкану, на чијем челу је био извесни Бедредин Симави, који је тврдио да води порекло од султана Кејкавуса II.